# Мілка Анатолій Павлович

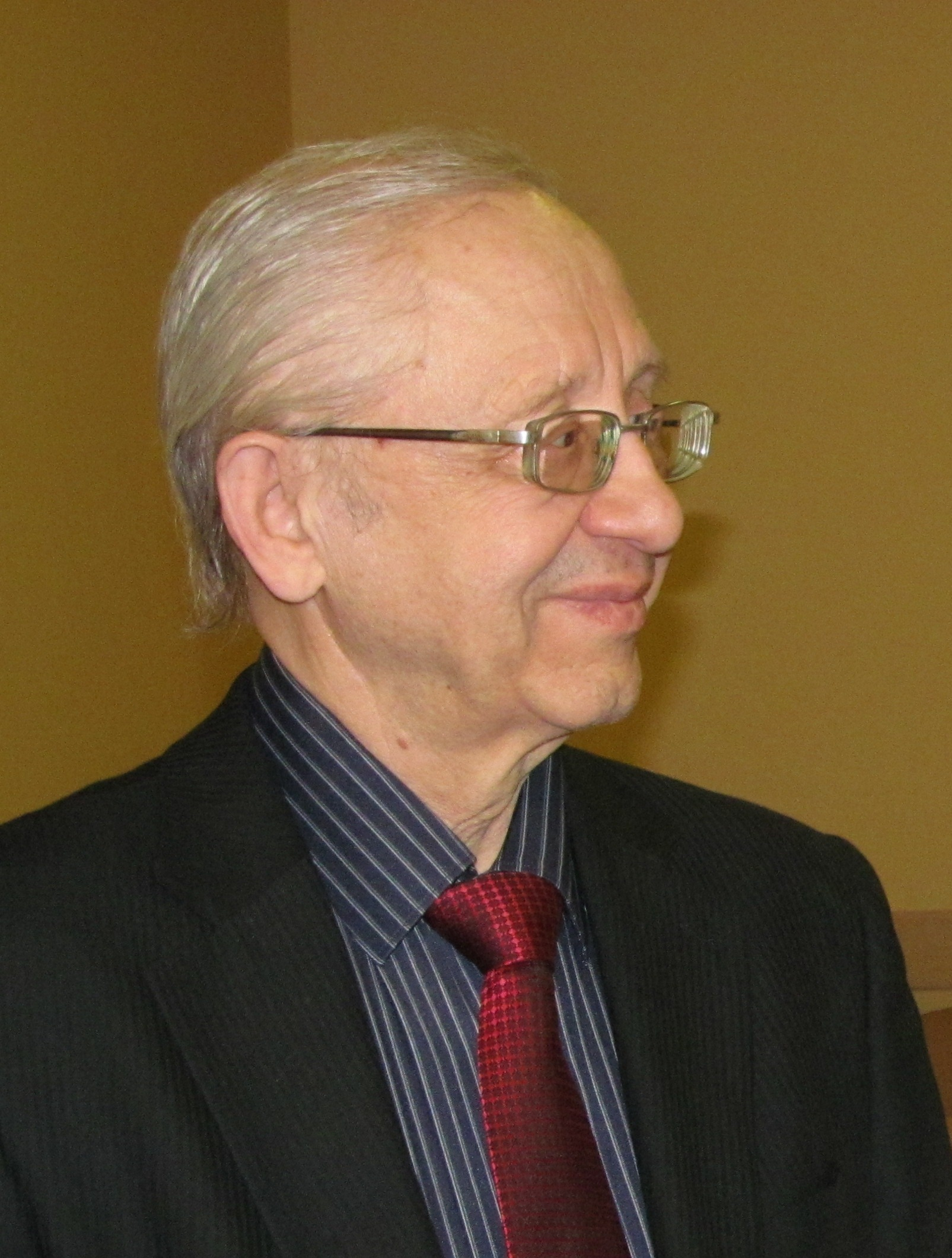
А. Мілка (2012, фото Г. Ганзбурга)

Анато́лій Па́влович Мі́лка (* 16 грудня 1939,  с. Дорошевичі Петриковського району Поліської області) — російський музикознавець. Доктор мистецтвознавства. Професор Санкт-Петербурзької консерваторії.

## Біографічні відомості
Під час Німецько-радянської війни сім'я перебувала в евакуації на Уралі. Після закінчення війни Мілки переїхали на постійне проживання до Кам'янця-Подільського. Тут Анатолій 1955 року закінчив міську дитячу музичну школу (класи фортепіано та теоретичних дисциплін).
Далі Мілка навчався в Харківському музичному училищі (клас теоретичних дисципін і теорії музики). 1962 року він вступив до Ленінградської консерваторії.
1967 року Мілка закінчив теоретико-композиторський факультет Ленінградської консерваторії, 1970 року — аспірантуру при ній. Від 1970 року викладач Ленінградської консерваторії (нині Санкт-Петербурзька державна консерваторія імені Миколи Римського-Корсакова).
1970 року, захистивши дисертацію «Функціональність музичної структури та динаміка структурного розвитку в сюїтах Йоганна-Себастьяна Баха», став кандидатом мистецтвознаства.

## Праці
- «Теоретичні основи функціональності в музиці» (1982).
- «Музичні подарунки Й. С. Баха» (1989).
- «Цікава бахіана» (2001).
- Монографія, присвячена творчості Сергія Слонімського.